# Membibre de la Hoz
Membibre de la Hoz er en by og kommune i det centrale Spanien i provinsen Segovia. Den har et indbyggertal på 43 (2024) indbyggere.